# 李嗣宗
李嗣宗（？—？），广西贺县人，清朝政治人物。拔贡出身。
同治七年，署任廣東廣州府永安縣知縣（現紫金縣知縣）。后由蔡宗漢接任。